# 马萨龙
马萨龙，是西班牙穆尔西亚自治区的一个市镇。总面积319平方公里，总人口20841人（2001年），人口密度65人/平方公里。